# Adi Granth

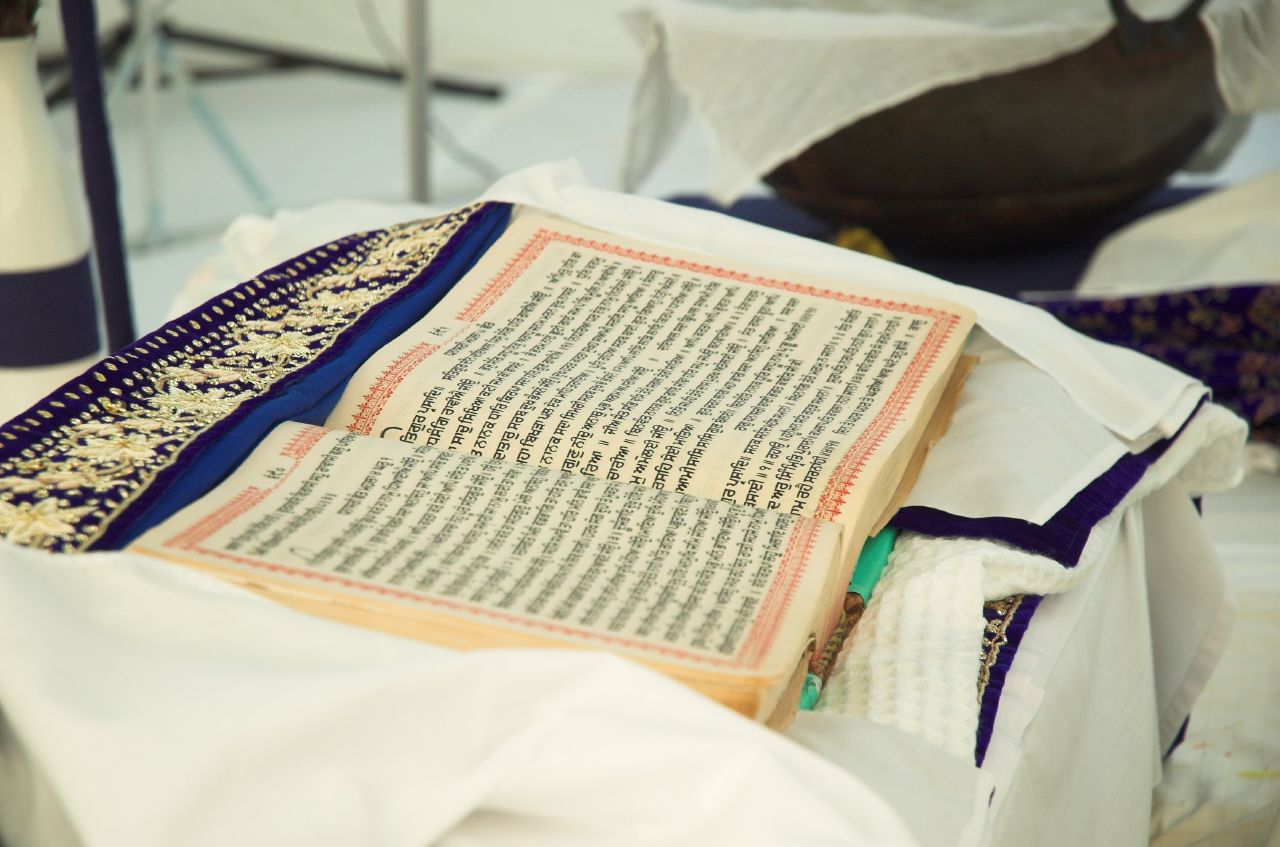
Guru Granth Sahib

Der Sri Guru Granth Sahib (Panjabi: ਸ਼੍ਰੀ ਗੁਰੂ ਗ੍ਰੰਥ ਸਾਹਿਬ ਜੀ [Śrī Gurū Granth Sāhib Jī]) ist die heilige Schrift der Sikhs. Sie ist in der Gurmukhi-Schrift geschrieben und hat 1430 Angs (Seiten). Gobind Singh, der zehnte und letzte menschliche Guru des Sikhismus, hatte die Schrift 1708 zu seinem Nachfolger ernannt und zum ewigen Guru erhoben. Die Schrift wird auch als der Adi Granth ([Ādi Granth] = ‚Ur-Buch‘) bezeichnet.

## Inhalt
Der Adi Granth setzt sich aus zahlreichen Dichtungen und Hymnen verschiedener Heiliger zusammen. Der erste Guru Nanak Dev  und seine Nachfolger verfassten die Verse (gurbani) in einer poetischen und bildhaften Sprache. Der fünfte Guru, Guru Arjan, trug diese zusammen und vereinte sie im Adi Granth. Die Hymnen waren von Anfang an für den musikalischen Vortrag gedacht. Ihre Melodien (rags) folgen den tonalen Vorgaben bestimmter Ragas der klassischen indischen Musik: Den 31 Kapiteln, in welche die Hymnen eingeteilt sind, ist jeweils ein bestimmter rag zugeordnet. Manche Kompositionen gehen auf Bhakti-Anhänger und Sufis wie Sheikh Farid, Pipa, Namdev oder Kabir zurück. Vorgetragen werden sie von den Dhadis, einer mehrfach im Adi Granth erwähnten Musikergruppe, die zu ihrer Begleitung die Sanduhrtrommel dhadd und die Streichlaute sarangi spielen. Weitere im Punjab vorkommende Volksmusikinstrumente, die zur rhythmischen Begleitung der Hymnen dienen, sind die Fasstrommel dholki und das zangenförmige Idiophon chimta.
Die Gurus wenden sich mit ihrer Botschaft nicht an bestimmte Menschen oder eine spezifische Region. Sie sprechen in ihren Versen vielmehr über eine grundsätzliche menschliche Haltung dem Leben gegenüber, die durchdrungen ist von Nächstenliebe, Hingabe und Aufrichtigkeit. Die Lehren legen daher großen Wert auf gegenseitigen Respekt. Im Abschlussgebet Ardas der Sikhs wird für das Wohl der gesamten Schöpfung gebetet. Dieser Gedanke drückt sich auch in den Gebetsstätten (Gurdwaras) der Sikhs aus: Jeder Mensch, ungeachtet seiner Herkunft und Religion ist eingeladen, an den Gottesdiensten und Veranstaltungen teilzunehmen.

## Auszüge aus dem Adi Granth
Hinweis: Es handelt sich hierbei um Auszüge. Der Adi Granth sollte jedoch im Zusammenhang gelesen werden. Auch handelt es sich um Übersetzungen, bei denen immer Ungenauigkeiten und Abweichungen auftreten können. Vor den Zitaten steht eine kurze Angabe des Themas.
Schöpfung:

„Zu Anbeginn schuf Gott, der Schöpfer, das Licht. Dann alle sterblichen Wesen. Aus dem einen göttlichen Lichte, der Weltseele, entwickelte sich alles. Wen sollen wir da gut und schlecht nennen?“

Verkündigung:

„So wie sich das Wort des barmherzigen Schöpfers mir offenbart, so verkünde ich es, O Lalo.“

Verhältnis zu Hindus und Moslems:

„Ich faste nicht, noch begehe ich den Monat Ramadan. Ich diene nur dem Einen, der mich am Ende schützen wird. […] Er/Sie (der Schöpfer) erteilt Gerechtigkeit – an Hindus und an Muslime. (Pause.) Ich mache keine Wallfahrt nach Mekka, noch bete ich in den heiligen Schreinen der Hindus. […] Ich vollziehe keine Anbetungsrituale der Hindus, noch rezitiere ich die Gebete der Muslime. Ich habe den einen formlosen Schöpfer in meinem Herzen aufgenommen, dort verehre ich ihn voller Demut. Weder bin ich ein Hindu noch ein Muslim. Mein Körper und mein Lebensatem gehören Allah (Bezeichnung Gottes bei Muslimen), Ram (Bezeichnung Gottes bei Hindus) – dem Gott aller.“

Verhältnis zu den Frauen:

„Von der Frau wird man geboren, in der Frau wächst man heran, mit einer Frau verlobt und vermählt man sich. Von der Frau erfahren wir Freundschaft, durch die Frau setzt sich der Gang der Welt fort. […] Wie kann man sie als minderwertig bezeichnen, wo sie doch Königen das Leben schenkt? Aus einer Frau entsteht eine Frau, niemand wäre ohne die Frau. Nanak sagt, ganz ohne Frau existiert nur der eine Schöpfer.“

Gute Taten:

„Ohne die Verrichtung guter Taten wird man nicht ein Heiliger.“

Rauschmittel und Ernährung:

„Die Sterblichen, die Marihuana, Fisch und Wein zu sich nehmen, laufen ins Nichts, egal welchen Pilgerreisen, Fastenriten und Ritualen sie folgen.“